# Свинцовый кирпич

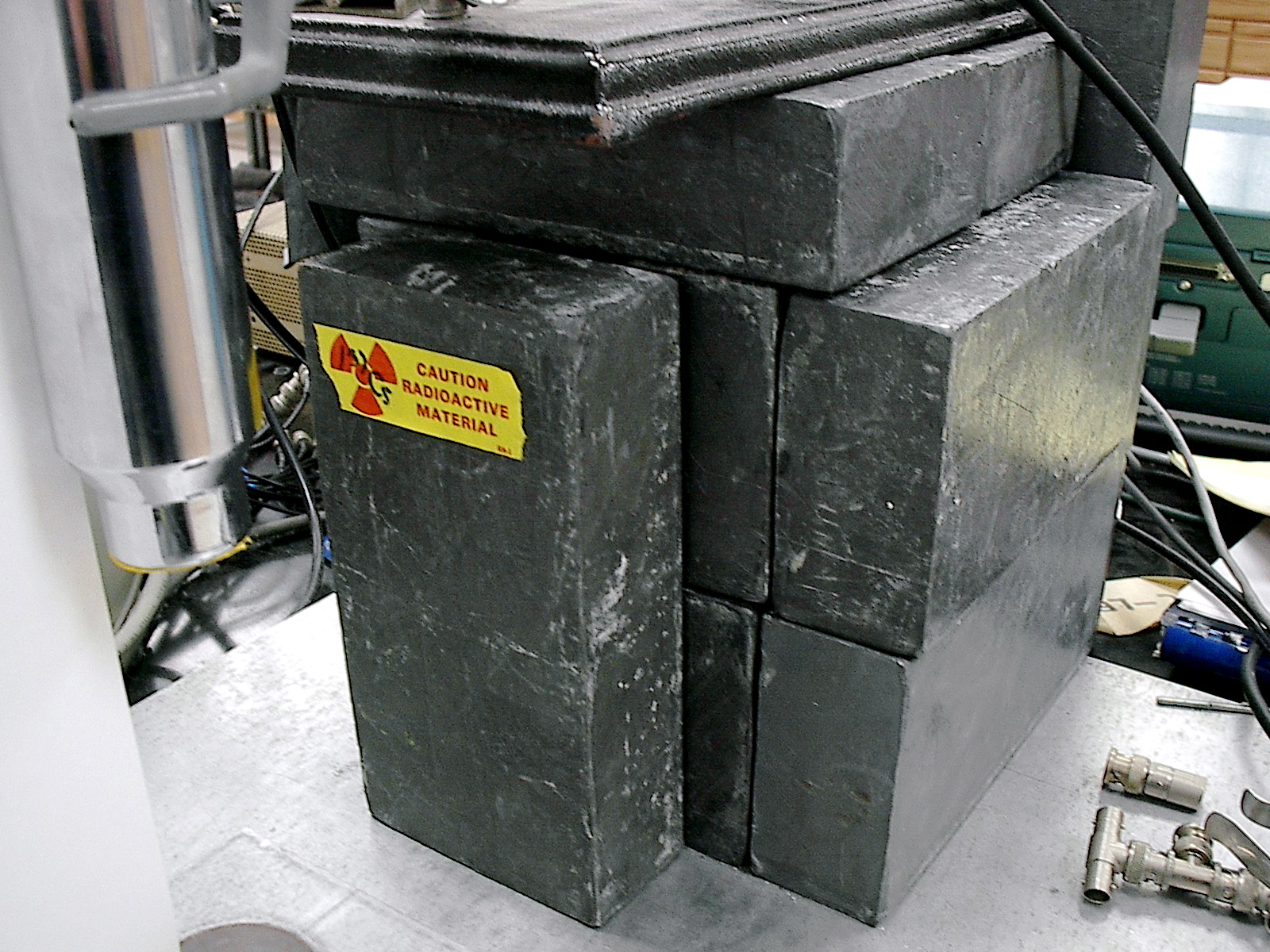
Лабораторный «домик» из свинцовых кирпичей для радиоактивных материалов

Свинцо́вый кирпи́ч — кирпич, изготовленный из свинца.
Применяется при сооружении стенок для поглощения рентгеновского и гамма-излучения. Слои свинца, собирающиеся из таких кирпичей, могут использоваться как для биологической защиты персонала, так и для защиты детекторов ядерных излучений от гамма- и рентгеновского фона (например, при измерении образцов с низкой активностью). Используются также в детекторах в физике высоких энергий для поглощения вторичных частиц, развития адронных и электромагнитных ливней.
По размерам и форме часто совпадает с обычным строительным кирпичом, однако применяются и свинцовые кирпичи специальной формы («ласточкин хвост»), предотвращающие появление прямых сквозных щелей в защите. Часто имеет вырезы для пропуска проводов, труб и т.п. 
Обычно изготавливаются путём отливки в формах.